# Festival de l'île de Wight 1970
Le Festival de l'île de Wight 1970 est un événement musical qui a eu lieu du 26 au 31 août 1970 à East Afton Farm, sur la côte ouest de l'île de Wight, en Angleterre. C'est la troisième et dernière édition du festival de l'île de Wight d'origine.

## Histoire
Le festival est largement reconnu comme le plus grand événement musical de son temps après celui de Woodstock. Bien que les estimations varient, le Guinness Book estime qu'entre 600 000 et 700 000 personnes y ont assisté.
En raison des difficultés financières rencontrées durant l’événement, ce festival est le dernier organisé sur l'île de Wight, avant de renaître bien des années plus tard, en 2002, soit trente-deux ans après la dernière édition.

## Programmation
| Mercredi 26 | Jeudi 27 | Vendredi 28 | Samedi 29 | Dimanche 30 |
| --- | --- | --- | --- | --- |
| - Judas Jump (en) - Kathy Smith - Rosalie Sorrels - David Bromberg - Redbone - Kris Kristofferson - Mighty Baby (groupe) (en) - Gracious | - Gary Farr - Supertramp - Andy Roberts' Everyone (en) - Howl - Black Widow - The Groundhogs - Terry Reid - Gilberto Gil & Caetano Veloso - Hawkwind - Pink Fairies - Tony Joe White | - Fairfield Parlour - Arrival (en) - Lighthouse - Melanie - Taste - Tony Joe White - Chicago - Family - Procol Harum - The Voices of East Harlem - Cactus - Mungo Jerry | - John Sebastian - Shawn Phillips - Lighthouse - Joni Mitchell - Tiny Tim - Miles Davis - Ten Years After - Emerson, Lake and Palmer - The Doors - The Who - Sly and the Family Stone - Melanie | - Good News - Kris Kristofferson - Ralph McTell - Heaven (en) - Free - Donovan - Pentangle - The Moody Blues - Jethro Tull - Jimi Hendrix - Joan Baez - Leonard Cohen - Richie Havens - Tiny Tim |

## Film documentaire
Le festival est filmé par le réalisateur Murray Lerner afin de l'incorporer dans un documentaire intitulé Message to Love: The Isle of Wight Festival, qui sort en salles en 1997 et, par la suite, en DVD. Le film donne une vision assez réaliste de l'événement à travers des séquences d’incidents et de violence, entrecoupés d’extraits de prestations des différents artistes à l'affiche.[réf. nécessaire]

## Enregistrements
Au cours de ces dernières années, les films de Lerner ont engendré une multitude de sorties en DVD contenant l’intégralité des performances de  :  
- Jimi Hendrix : Live Isle of Wight '70, Isle of Wight, Blue Wild Angel: Live at the Isle of Wight (CD et DVD)
- The Who : Live at the Isle of Wight Festival 1970
- Miles Davis : Miles Electric - A Different Kind of Blue
- Emerson, Lake & Palmer : Live at the Isle of Wight Festival 1970 - Sixième album live d'Emerson Lake & Palmer disponible en CD depuis 1997.
- Jethro Tull : Nothing Is Easy: Live at the Isle of Wight 1970 - CD 2004
- Leonard Cohen : Live at the Isle of Wight 1970 - CD/DVD 2009.
- The Moody Blues : Live at the Isle of Wight 1970
- Taste : What's Going On - Live at the Isle of Wight
- Free : Free Forever - DVD disponible depuis 2006
- The Doors : Live at The Isle Of Wight 1970[1]